# Всесвітня митна організація

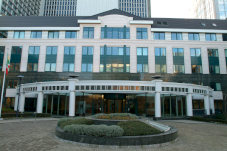
Штаб-квартира організації

Всесвітня митна організація, ВМО (англ. World Customs Organization, WCO; фр. Organisation mondiale des douanes, OMD) — міжнародна міжурядова організація зі штаб-квартирою в Брюсселі, Бельгія. Членами ВМО є митні адміністрації майже всіх країн світу. Робота ВМО сконцентрована у сфері розробки міжнародних інструментів, конвенцій з питань класифікації товарів, митної вартості, правил походження товарів, митних зборів, безпеки ланцюгу постачання товарів, спрощення процедур міжнародної торгівлі, боротьби з правопорушеннями в митній сфері та незаконним переміщенням контрафактної продукції (захист прав інтелектуальної власності), а також боротьби з корупцією. ВМО приділяє особливу увагу програмам інституціонального розвитку, метою яких є надання підтримки при проведенні реформ та модернізації митних служб. ВМО розробила Гармонізовану систему опису та кодування товарів (ГС), а також адмініструє дві Угоди Світової організації торгівлі (СОТ): Угода про застосування статті VII Генеральної угоди з тарифів і торгівлі 1994 року (митна вартість) та Угода про правила визначення країни походження товарів.

## Історія
ВМО веде свою історію від Групи Вивчення Європейського Митного Союзу (European Customs Union Study Group), створеної у вересні 1947 р. за ініціативою МЗС Франції в рамках Комітету (згодом Організації) Європейського Економічного Співробітництва. Завданням даної Групи було вивчення економічних та технічних питань створення митного союзу між західноєвропейськими країнами. Група діяла з 10 листопада 1947 р. по 28 червня 1950 р. та провела 6 засідань на яких визначалися основні аспекти гармонізації митного законодавства для можливості створення митного союзу (спільна товарна номенклатура, оцінка товарів в митних цілях, тощо). Одним із підсумків роботи цієї групи стала розробка Конвенції про створення Ради митного співробітництва (РМС), яку було підписано 15 грудня 1950 р. 26 січня 1953 р. відбулась інавгураційна церемонія за участю 17 членів-засновників РМС. Згодом саме ця подія стане підставою проголошення 26 січня Міжнародним днем митника. 1994 р., враховуючи значну кількість держав-членів, РМС прийняла неофіційну назву «Всесвітня митна організація». Станом на липень 2022 р. участь у діяльності ВМО беруть 184 учасника міжнародних митних відносин, які контролюють майже 98% міжнародної торгівлі.

## Мета та завдання організації
Мета ВМО полягає у сприянні співробітництву між урядами її членів. 
Першочергові завдання ВМО полягають у: 
1. Забезпеченні якомога вищого рівня узгодженості й одноманітності митних систем її членів.
2. Поглибленні вивчення проблем, що виникають в процесі розвитку і поліпшення митної техніки і митного законодавства.

## Інструменти
Для досягнення своїх цілей ВМО розробила ряд наступних інструментів: 
1) Міжнародна конвенція з гармонізованої системи опису і кодування товарів (ГС) була прийнята 1983 року та набула чинності 1988 року. Цю номенклатуру використовують з різною метою як основу для розрахунку митних тарифів та ведення міжнародної митної статистики. Система містить у собі близько 5000 товарних позицій, кожна з яких має шестизначний код, наданий згідно з чітко визначеними правилами, з метою досягнення єдиної класифікації товарів. ГС також використовується для розробки торговельної політики, розгляду правил походження товарів, моніторингу контрольованих товарів, розрахунку податків, тарифів на перевезення, контролю за квотами та цінами, а також для проведення економічних досліджень та аналізу.
2) Міжнародна конвенція про спрощення і гармонізацію митних процедур (оновлена Кіотська конвенція) була прийнята в 1974 і переглянута 1999 року. Конвенція набула чинності 2006 року. Вона ґрунтується на таких основних принципах: прозорість та передбачуваність операцій митного контролю; стандартизація та спрощення митних декларацій та супровідних документів; спрощені процедури для уповноважених операторів; максимальне використання інформаційних технологій; мінімально необхідний митний контроль при дотриманні митних правил; застосування процедур митного контролю, заснованих на аналізі ризиків та аудиту; проведення сумісних операцій за участю інших прикордонних служб; партнерство з приватним сектором. Конвенція також передбачає дієві заходи зі спрощення процедур торгівлі та ефективного контролю, а також містить нові обов’язкові вимоги щодо їх застосування. Оновлену Кіотську конвенцію часто помилково приймають за Кіотський протокол до Рамкової Конвенції ООН по зміні клімату.
3) Конвенція про карнет ATA та Конвенція щодо тимчасового ввезення (Стамбульська конвенція). 
Обидві Конвенції є інструментами ВМО з тимчасового ввезення товарів. Система АТА, яка є частиною обох Конвенцій, дозволяє свободу пересування через кордони та тимчасове ввезення товарів на митну територію, звільняючи від сплати податків та мита. Товари супроводжуються одним документом, відомим як карнет АТА. Функціонування системи АТА забезпечується за допомогою міжнародних гарантій.
4) Декларація з професійної етики (Декларація Аруша) була прийнята 1993 року та переглянута 2003 року. Декларація має необов’язковий характер і є низкою основних положень для просування принципів професійної етики та боротьби з корупцією в митній сфері. 
5) Система рамкових стандартів із забезпечення безпеки та сприяння глобальній торгівлі (SAFE) була прийнята в 2005 році. Цей юридично необов’язковий документ містить в собі стандарти із забезпечення безпеки ланцюга постачань та спрощення процедур міжнародної торгівлі, дозволяє реалізовувати інтегроване управління ланцюгом постачань для всіх видів транспорту, сприяє розвитку зв’язків між митними службами з метою виявлення ризикових товарів, а також сприяє співпраці митних органів та ділових кіл за допомогою введення концепції уповноваженого економічного оператора.

## Організаційний устрій
Секретаріат ВМО очолює Генеральний секретар, який обирається членами організації строком на п’ять років. Цю позицію з 1 січня 2009 року займає пан Куніо Мікурія (Kunio Mikuriya) з Японії. Своїми пріоритетами пан Мікурія назвав налагодження зв’язків з громадськістю та розширення програм інституціонального розвитку, а також проведення досліджень. Керівництво ВМО здйснюється Радою, на засідання якої щороку збираються всі керівники митних адміністрацій країн-членів ВМО. Для керівництва роботою Ради обирається Головуючий. Стратегією розвитку організації, а також її тактичними задачами займаються Політична комісія та Фінансовий комітет. Інші комітети ВМО, як Комітет з гармонізованої системи, Постійний технічний комітет, Технічний комітет з митної вартості, Технічний комітет з правил походження, Комітет з інституціонального розвитку та Робоча група з системи рамкових стандартів (SAFE) створюють необхідну платформу для розвитку інструментів та обміну передовим досвідом в рамках компетенції митних служб.
Періодичність і місце проведення засідань керівного органу: Сесії Ради ВМО проводяться щорічно в  Брюсселі (Королівство Бельгія)

## Участь України у Всесвітній митній організації
- Дата набуття Україною членства: 10.11.1992 р.
- Підстава для набуття членства в міжнародній організації:  Постанова Верховної Ради України від 19.06.1992 № 2479--XII "Про приєднання до Конвенції про створення Ради митного співробітництва 1950 року"
- Статус членства: Повноправний член
- Характер фінансових зобов'язань України: Сплата щорічного членського внеску
- Джерело здійснення видатків, пов'язаних з виконанням фінансових зобов'язань: Загальний фонд Державного бюджету України
- Вид валюти фінансових зобов'язань: Євро
- Обсяг фінансових зобов'язань України на 2017 рік: 26 000,00 (орієнтовна сума)
- Центральний орган виконавчої влади, відповідальний за виконання фінансових зобов'язань: Державна фіскальна служба України.[5]
- Відповідно до положень Меморандуму про взаєморозуміння між Всесвітньою митною організацією та Державною митною службою України про створення Регіонального навчального центру Всесвітньої митної організації в Україні від 14 червня 2014 р.[6], в Університеті митної справи та фінансів було створено Регіональний навчальний центр ВМО.